# David Bote Paz
David Bote Paz (Mataró, 12 de març de 1982) és un físic i polític mataroní, i l'actual batlle de Mataró.

## Carrera acadèmica
Nascut al si d'una família d'origen extremeny, es va llicenciar en Física per la Universitat de Barcelona l'any 2005. Posteriorment, va obtenir el màster en Física Atòmica, Molecular i Nuclear (2007), i després el doctorat (2010) a la mateixa universitat. La seva tesi doctoral Colisiones de Partículas Cargadas. Modelos de Interacción y Algoritmos Numéricos va ser elaborada sota la direcció del Catedràtic Dr. Francesc Salvat i Gavaldà. També va obtenir el Certificat d'Aptitud Pedagògica per a la docència en secundària (2006) i ha cursat el màster en Lideratge i Comunicació per a la Gestió Política.
Beneficiari del Programa Nacional de Formación de Profesorado Universitario (FPU), va ser becari i després investigador en formació de la Universitat de Barcelona, on també va impartir classes a la Llicenciatura de Física. Després ha treballat al Sincrotró Alba com a tècnic de Radioprotecció, al Centro de Láseres Pulsados a Salamanca, i com a professor de secundària en una escola concertada de Barcelona.

## Carrera política
Bote és el batlle de Mataró d'ençà el 2015, al capdavant de la candidatura del Partit dels Socialistes de Catalunya tot obtenint 6 regidors de 27. Tot i perdre'n dos respecte 2011, en ser la llista més votada, va accedir a la batllia. Va formar govern amb Convergència i Unió fins al 2017, moment en què el PSC va quedar en minoria després de la sortida de CiU del govern municipal arran del referèndum del primer d'octubre.
A les eleccions municipals de 2019 va revalidar la victòria amb 13 regidors. D'ençà el 2016 és secretari de "Ciència R+D+I" del PSC.
Va revalidar el càrrec a les eleccions municipals de 2023, quedant-se a 3 regidors de la majoria absoluta.